# Martinsburg (Pensilvânia)
Martinsburg é um distrito localizado no estado norte-americano de Pensilvânia, no Condado de Blair.

## Demografia
Segundo o censo norte-americano de 2000, a sua população era de 2236 habitantes.
Em 2006, foi estimada uma população de 2151, um decréscimo de 85 (-3.8%).

## Geografia
De acordo com o United States Census Bureau tem uma área de 1,6 km², dos quais 1,6 km² cobertos por terra e 0,0 km² cobertos por água. Martinsburg localiza-se a aproximadamente 397 m acima do nível do mar.

## Localidades na vizinhança
O diagrama seguinte representa as localidades num raio de 16 km ao redor de Martinsburg.